# Arnaldo Ferrara
Arnaldo Ferrara (Ischia, 3 aprile 1920 – Roma, 27 novembre 2016) è stato un generale e funzionario italiano.
Fu Comandante generale dell'Arma dei Carabinieri f.f. dal 1° al 4 novembre 1977.

## Biografia
Nel 1939 divenne allievo dell'Accademia Militare di Modena e quindi della scuola ufficiali Carabinieri.
Dal 1942 prese parte da volontario alla seconda guerra mondiale e fu schierato in Russia. Dopo l'8 settembre 1943 comandò la 39ª sezione carabinieri del "gruppo di combattimento Legnano" del Regno del Sud fino al 1945, dove fu decorato di croce al merito di guerra.
Nel 1958 divenne comandante di Gruppo Carabinieri prima a Venezia e poi a Roma, e nel 1966 Comandante della IV Brigata Carabinieri di Roma.
Fu Capo di Stato Maggiore del Comando generale dal novembre 1967 al luglio 1977, contribuendo in quel decennio a creare nuovi servizi, come quello editoriale (fu per un decennio direttore della rivista Il Carabiniere) il nucleo antidroga, quello Tutela del Patrimonio artistico, il servizio navale e aereo dell'Arma.
Nominato generale di divisione, massimo grado raggiungibile allora per un ufficiale dell'Arma, fu Vice-comandante generale dell'Arma dei Carabinieri dal 27 luglio 1977 al 26 luglio 1978 e Comandante Generale in sede vacante dal 1° al 4 novembre 1977.

Fu quindi chiamato da Pertini a ricoprire l'incarico di Consigliere per i problemi dell'ordine democratico e della sicurezza della Presidenza della Repubblica dal 1 ottobre 1978 al 3 luglio 1985.
Il 3 aprile 1984 fu promosso Generale di corpo d'armata.
Nel luglio 1985 lasciata l'Arma, fu nominato consigliere di Stato.
Fu autore di una "Storia Documentale dell'Arma dei Carabinieri" in cinque volumi.